# Cheiracanthium punctipedellum
Cheiracanthium punctipedellum là một loài nhện trong họ Miturgidae.
Loài này thuộc chi Cheiracanthium. Cheiracanthium punctipedellum được Lodovico di Caporiacco miêu tả năm 1949.